# X ti
X ti fue un programa de televisión, producido por Zeppelin TV, emitido por la cadena española Antena 3 en 2003, con presentación de Paula Vázquez y Antonio Hidalgo.

## Mecánica
Reality show, grabado en la localidad de Sevilla la Nueva en el que 15 personas (12 mujeres y 3 hombres) deben convivir en la misma casa durante un periodo de 92 días con el objeto de encontrar su pareja perfecta.
Los varones disponen de habitación propia, con jacuzzi incorporado y las mujeres comparten dormitorio. A lo largo y ancho de la vivienda se dispuesieron 52 cámaras y 50 micrófonos.
Semanalmente, las mujeres irían nominando a algunas de sus compañeras para ser expulsadas de la casa, los hombres salvarían una de la nominación, decidiendo finalmente el público con sus votos.
Para los ganadores, la pareja que finalmente se impusiera, se preveía un premio con dotación en metálico de 600.000 euros.

## Audiencias
En su emisión del 6 de marzo alcanzó una cuota de pantalla del 9,3% (1.371.00 espectadores), coincidiendo con el estreno de Hotel Glam, en la cadena competidora Telecinco. Estas circunstancias llevaron a cambiar el día de emisión. Aun así el 21 de marzo siguieron el programa el 12,4% de los espectadores. Esta circunstancia propició la cancelación definitiva del programa a los 20 días de su estreno.